# Seal-Wieselmaki
Der Seal-Wieselmaki (Lepilemur seali) ist eine auf Madagaskar lebende Primatenart aus der Gruppe der Wieselmakis innerhalb der Lemuren. Die Art wurde 2006 erstbeschrieben, der Name ehrt Ulysses Seal, einen Mitarbeiter der Naturschutzorganisation IUCN.

## Merkmale
Seal-Wieselmakis sind wie alle Wieselmakis relativ kleine Primaten mit einem rundlichen Kopf mit großen Augen und kräftigen Hinterbeinen. Sie erreichen eine Kopfrumpflänge von 26 bis 28 Zentimeter, eine Schwanzlänge von 25 bis 27 Zentimeter und ein Gewicht von 0,9 bis 1,0 Kilogramm und gehören damit zu den größeren Vertretern ihrer Gattung. Das Fell dieser Tiere ist braun oder rotbraun gefärbt, die Unterseite ist etwas heller. Das Gesicht, die Hände und die Füße sind grau, der dunkelbraune Schwanz kontrastiert mit dem Körper.

## Verbreitung und Lebensweise

Verbreitungsgebiet des Seal-Wieselmakis (rot)

Seal-Wieselmakis sind bislang nur aus einem kleinen Gebiet im nordöstlichen Madagaskar, der Anjanaharibe-Sud-Region bekannt. Es ist unklar, wie weit sich ihr Verbreitungsgebiet nach Süden erstreckt. Ihr Lebensraum sind primäre und sekundäre Regenwälder.
Über die Lebensweise ist kaum etwas bekannt. Sie sind nachtaktiv und schlafen tagsüber in Baumhöhlen oder Pflanzendickichten. In den Bäumen bewegen sie sich wie alle Wieselmakis fort, indem sie senkrecht klettern und springen. Die Nahrung setzt sich aus verschiedenen Pflanzenbestandteilen wie Blättern, Früchten und Knospen zusammen.

## Gefährdung
Die Zerstörung des Lebensraums und die Bejagung könnten die Hauptbedrohungen dieser Art sein. Die IUCN listet sie als „gefährdet“ (vulnerable).